# Иуда ибн-Верга
Иуда ибн-Верга (XV век) — испанский историк и каббалист и, быть может, математик и астроном.

## Биография
Родился в Севилье. Полагают, что он был дедом Соломона (по другим, даже отцом), в труде которого «Schebet Jehudah» («Скипетр Иуды», 1553) есть сведения о жизни Иуды.
Согласно «Schebet Jehudah», он пользовался большим уважением губернатора Андалусии. Он старался поддерживать согласие между маранами и евреями, испанская инквизиция же потребовала от него выдачи маранов. Ему удалось, однако, бежать в Лиссабон, где он, вероятно, жил несколько лет, пока не был арестован инквизицией; он погиб мученической смертью (см. § 62).

## Труды
Написал историю преследований евреев, многое заимствовав из «Zichron ha-Schemadoth» Профиата Дурана.
В свою очередь, его труд послужил позже основой для «Schebet Jehudah», о чём сказано в предисловии книги.
В парижской Национальной библиотеке (еврейская рукопись № 1005) хранятся научные трактаты, написанные неким Иудой ибн-Вергой:
- «Kizzur ha-Mispar» — краткое руководство по математике;
- «Keli ha-Ofeki» — описание астрономического инструмента, изобретённого Иудой ибн-Вергой для определения солнечного меридиана (написано в Лиссабоне, ок. 1457 г.;
- метод определения высоты звёзд,
- краткий трактат по астрономии — результат собственных наблюдений, законченный в Лиссабоне[1].